# Actief Jobmade
Die Actief Jobmade GmbH (Eigenschreibweise ACTIEF JOBMADE) ist ein Personaldienstleistungsunternehmen der ACTIEF Group GmbH mit Sitz in Linz, Österreich. Das Unternehmen bietet seinen Kunden aus Gewerbe, Handwerk, Produktion, Industrie, Dienstleistung und Handel Personal an. Zu den Dienstleistungen zählen Zeitarbeit/Arbeitnehmerüberlassung, Personalvermittlung und -beratung, On-Site-Projekte, Master Vendor, Temp to Perm und Payroll.

## Unternehmensgeschichte
Das Vorgängerunternehmen Jobmade Personal Service GmbH wurde 2009 von Walter Weilnböck und Christian Stöcher gegründet.
Mit Wirkung zum 1. Oktober 2018 übernahm das belgische Personaldienstleistungsunternehmen ACTIEF Interim 80 Prozent der Gesellschaftsanteile an der Jobmade Personal Service GmbH. ACTIEF ist in Belgien, den Niederlanden, Deutschland und Österreich an über 233 Standorten vertreten und beschäftigt jährlich mehr als 20.000 Mitarbeiter.
Im Mai 2019 wurde der offizielle Markenrelaunch durchgeführt. Seitdem tritt Jobmade österreichweit unter dem neuen Namen ACTIEF Jobmade GmbH auf und ist nach außen hin als Tochterunternehmen der ACTIEF Group erkennbar.

## Standorte
- Linz (Zentrale, Service-Center)
- Linz, Urfahr
- Gleisdorf
- Graz
- Kapfenberg
- Klagenfurt
- Ried im Innkreis
- St. Pölten
- Wels
- Wien
- Wiener Neustadt